# خوسيه أكاسوسو
خوسيه اكاسوسو (بالإسبانية: José Acasuso)‏ هو لاعب كرة مضرب أرجنتيني.

## روابط إضافية
- خوسيه أكاسوسو على موقع رابطة محترفي التنس (الإنجليزية)
- خوسيه أكاسوسو على موقع الاتحاد الدولي لكرة المضرب (الإنجليزية)
- خوسيه أكاسوسو على موقع كأس ديفيز (الإنجليزية)
- خوسيه أكاسوسو على موقع خلاصة التنس.كوم (الإنجليزية)